# Declaração do Iguaçu
A Declaração do Iguaçu é uma declaração internacional conjunta dos presidentes de Argentina e Brasil reunidos em 30 de novembro de 1985 em Foz do Iguaçu, Brasil. Assinada por Raúl Alfonsín e José Sarney, a declaração é um marco para a posterior fundação do Mercado Comum do Sul (MERCOSUL) e para as relações bilaterais entre os países. O ambiente propício criado pelo encontro de cúpula precedeu várias negociações entre aqueles dois países, como também entendimentos quadripartites envolvendo Uruguai e Paraguai (também fundadores do Mercosul). A data desse encontro presidencial é homenageada como o Dia da Amizade Brasil-Argentina, conforme acordado na Ata de Copacabana em 15 de março de 2004 e, no Brasil, oficializado pela Lei Federal n. 13.664, de 2018.
Os desafios em comum estão registradas no documento e, no âmbito econômico, incluem o "atraso" tecnológico e o abismo de produtividade entre economias desenvolvidas e subdesenvolvidas, como também os efeitos da crise da dívida externa latino-americana, da divisão internacional do trabalho e de políticas comerciais protecionistas contra as economias em desenvolvimento. Assim, os dois presidentes buscaram expressar na declaração a decisão por iniciar um processo de integração regional para o desenvolvimento conjunto, aproveitando as condições criadas pela democratização em ambos os países e após um período longo de rivalidade na Bacia Platina.
A concepção para o desenvolvimento conjunto tem influência do estruturalismo latino-americano, pensamento disseminado da Comissão Econômica para a América Latina e o Caribe (CEPAL), que também influenciou o Tratado de Montevidéu de 1980, instituidor da Associação Latino-Americana de Integração (ALADI), na qual o Mercosul é protocolado como um Acordo de Alcance Parcial de Complementação Econômica e da qual Argentina e Brasil são membros fundadores.
Nesse sentido, os dois principais objetivos com a declaração foram estabelecer um grupo de trabalho conjunto de alto nível, com participação de ambos os chanceleres na presidência do mesmo, e o compromisso de cooperar bilateralmente em tecnologia nuclear para fins pacíficos. Portanto, representa o auge de um processo de aproximação e eliminação de forma gradativa da rivalidade até então prevalecente, e que também abrangeu o Acordo Tripartite Corpus-Itaipu, em 1979, e o Acordo de Cooperação para o Desenvolvimento e a Aplicação dos Usos Pacíficos da Energia Nuclear, em 1980.
Os dois países haviam contraído uma grande dívida externa no período dos governos militares e não gozavam de crédito no exterior. Havia uma grande necessidade de investimentos nos países, mas não havia verbas. Esta situação comum fez com que ambos percebessem a necessidade mútua. Logo após a assinatura da Declaração de Iguaçu, em fevereiro de 1986, a Argentina declara a intenção de uma "associação preferencial" com o Brasil. Em uma casa particular em Don Torcuato, houve uma reunião para discutir o assunto. A discussão dura dois dias e acontece em clima de troca de ideias e posições quanto ao estatuto da economia da zona.
Depois de poucas semanas, é o Brasil que convida a Argentina para uma reunião semelhante, em Itaipava, também em uma residência particular. Esse foi o sinal de aceitação da iniciativa argentina e então começava a formação do acordo, com objetivo de promover o desenvolvimento econômico de ambos os países e integrá-los ao mundo. Para muitos, a ideia de integração na América do Sul parecia mais uma abstração, devido às várias experiências mal sucedidas no passado, entretanto essa foi diferente.